# Marchen Passer
Marchen Karin Passer (* 11. Dezember 1938 in Kopenhagen) ist eine dänische Schauspielerin.

## Leben
Marchen Passer wuchs als Tochter des Kapitäns Vilhelm Passer (1898–1975) und seiner Frau Ragnhild Fich (1904–1997) gemeinsam mit fünf Geschwistern in Kopenhagen auf.
Nach ihrem Schulabschluss absolvierte sie von 1958 bis 1961 ihre Schauspielausbildung an der Eleveskole des Königlichen Theaters Kopenhagen. Sie hatte dort als Darstellerin ihr Bühnendebüt und trat in mehreren Theaterstücken auf, so auch am Theater Helsingør. Sie wirkte als Schauspielerin vor der Kamera in mehreren Filmen und Fernsehserien mit. Anfang der 1970er-Jahre zog sie sich aus dem Rampenlicht zurück. Ihr Bruder Dirch Passer und ihre Schwester Kirsten Passer ergriffen ebenfalls den Schauspielberuf.
Marchen Passer heiratete später und führte mit ihrem Ehemann ein Antiquitäten-Geschäft in Kopenhagen.

## Filmografie (Auswahl)
- 1961: To skøre hoveder
- 1964: Alt for kvinden
- 1966: Tugend läuft Amok (Dyden går amok)
- 1967: Nyhavns glade gutter
- 1969: Manden der tænkte ting